# Llapis de greix

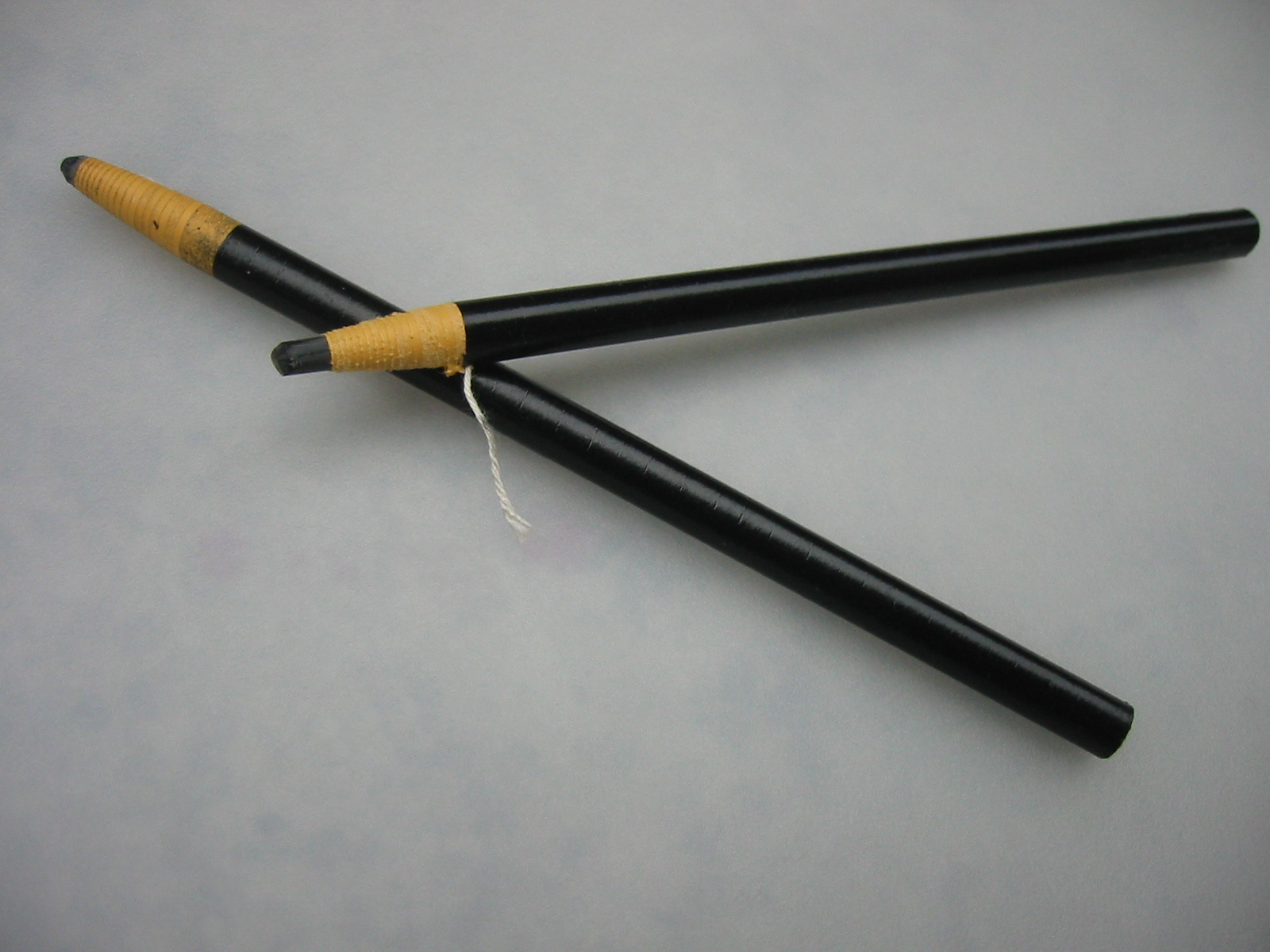
Dos llapis de greix.

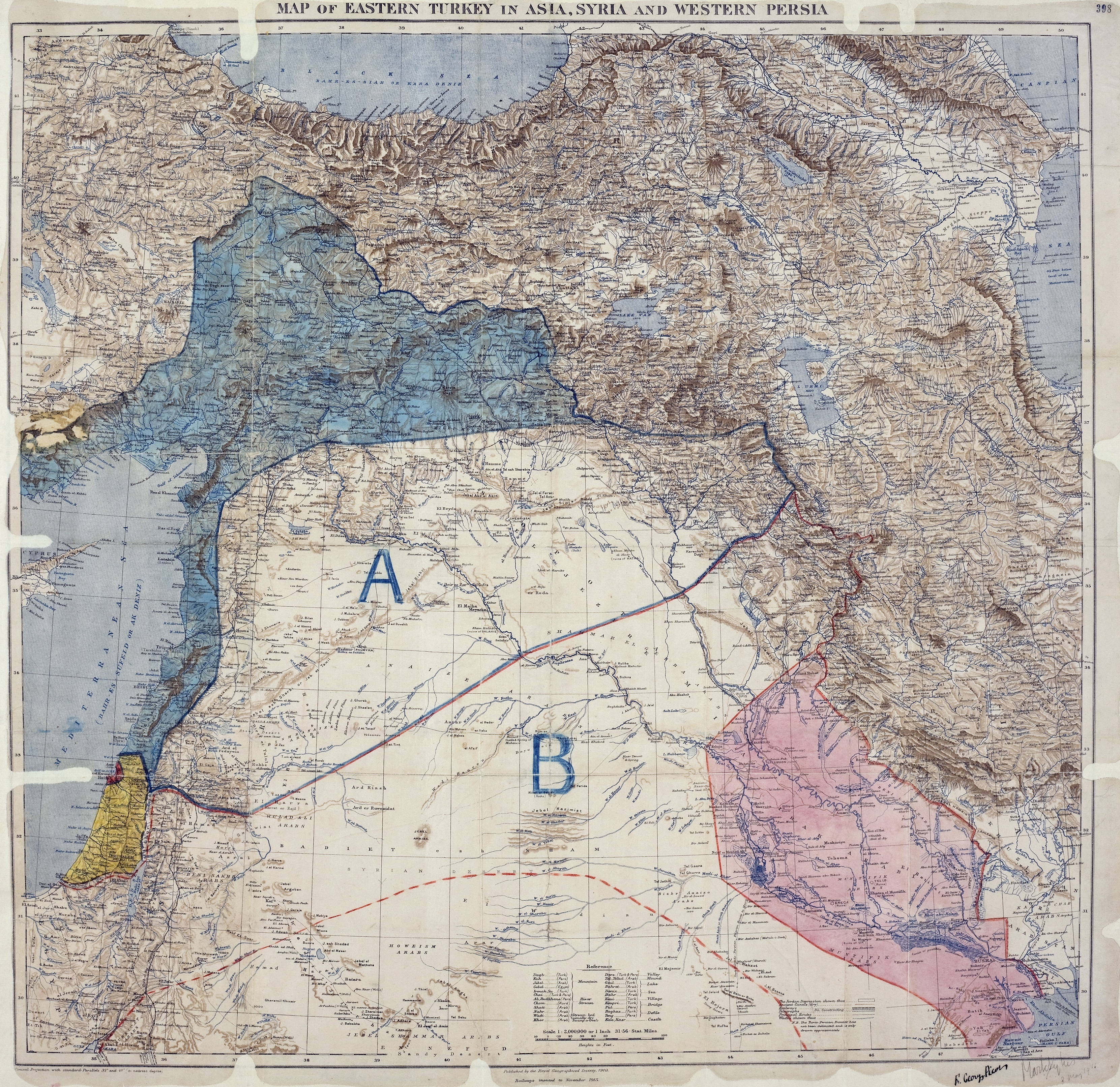
Ús diplomàtic històric

El llapis de greix, és una eina d'escriptura fet de pigments i de cera vegetal o mineral. S'hi pot afegir sabó o una altra substància emulsionadora per fer la soluble a l'aigua.
Es fa amb una base de cera vegetal o mineral, acolorida endurida i serveix per marcar en superfícies dures, brillants, i no poroses com porcellana, vidre, pedra, plàstic, ceràmica i altres superfícies envernissades, lacades o polides, així com el paper brillant fet utilitzat en impressió fotogràfica (particularment per fulls de contacte). Es feien en aplicacions tècniques des la fi del segle xvii i des de mitjan segle xx també per a creacions artístiques. El nombre de colors n'és limitat i l'alt contingut en plom implica un risc de salut.
Segons una llegenda popular en la carrera espacial entre els Estats Units i l'antiga Unió de Repúbliques Socialistes Soviètiques, els competidors es van adonar de la necessitat de trobar una eina amb la qual els astronautes poguessin escriure en estat d'ingravidesa. Els americans van dissenyar un bolígraf que era una autèntica proesa tecnològica però molt cara. Els russos ans al contrari van utilitzar un senzill llapis de greix.